# Освајачи олимпијских медаља у атлетици — бацање диска за мушкарце
Освајачи олимпијских медаља у атлетици у дисциплини бацање диска у мушкој конкуренцији, која је на програму од првих Олимпијских игара 1896. у Атини, приказани су у следећој табели са постигнутим резултатима, рекордима и билансом освојених медаља по екипно земљама и појединачно у овој дисциплини. . Резултати су приказни у метрима.
Најуспешнији појединац после олимпијских игара 2016. је Ал Ертер из САД са 4 освојене медаље од којих су све 4 ѕлатне и сваки пут је поставио нови олимпијски рекорд. Код земаља најспешнје су САД са укупно 35 медаља од којих су 13 златне, 9 сребрне и 13 бронзане.
Олимпијски рекорд у бацању диска држи Роџ Стона са Јамајке са 70,00 метара које је постигао у финалу бацања диска на Олимпијским играма у Паризу 2024. године.

## Освајачи медаља
| Олимпијске игре             |                                    | Резултат  |                                    | Резултат |                                   | Резултат |
| Атина 1896. детаљи          | Роберт Гарет · Сједињене Државе    | 29,15 ОР  | Панајотис Параскевопулос · Грчка   | 28,95    | Сотириос Версис · Грчка           | 27,78    |
| Париз 1900. детаљи          | Рудолф Бауер · Угарска             | 36,04 ОР' | Франтишек Јанда-Сук · Бохемија     | 35,14    | Ричард Шелдон · Сједињене Државе  | 34,60    |
| Сент Луис 1904. детаљи      | Мартин Шеридан · Сједињене Државе  | 39,28 ОР  | Ралф Роуз · Сједињене Државе       | 39,28 ОР | Николас Јоргантас · Грчка         | 36,82    |
| Лондон 1908. детаљи         | Мартин Шеридан · Сједињене Државе  | 40,89 ОР  | Мерит Грифин · Сједињене Државе    | 40,70    | Маркиз Хор · Сједињене Државе     | 39,44    |
| Стокхолм 1912. детаљи       | Армас Таипале Финска               | 45,21 ОР  | Ричард Берд САД                    | 42,32    | Џејмс Данкан САД                  | 42,28    |
| Антверпен 1920. детаљи      | Елмер Нукландер Финска             | 44,685    | Армас Таипале Финска               | 44,19    | Гас Поуп САД                      | 42,13    |
| Париз 1924. детаљи          | Кларенс Хаузер САД                 | 46,155 ОР | Вило Нитима · Финска               | 44,95    | Томас Либ САД                     | 44,83    |
| Амстердам 1928.             | Кларенс Хаузер САД                 | 47,32 ОР  | Антеро Киви · Финска               | 47,23    | Џејмс Корсон САД                  | 47,10    |
| Лос Анђелес 1932. детаљи    | Џон Андерсон САД                   | 49,49 ОР  | Хенри Лаборд САД                   | 48,47    | Пол Винтер · Француска            | 47,85    |
| Берлин 1936. детаљи         | Кен Карпентер САД                  | 50,48 ОР  | Гордон Дан САД                     | 49,36    | Ђорђо Обервегер Краљевина Италија | 49,23    |
| Лондон 1948. детаљи         | Адолфо Конселини · Италија         | 52,48 ОР  | Ђузепе Този · Италија              | 51,78    | Форчун Гордијен САД               | 50,77    |
| Хелсинки 1952. детаљи       | Сим Инес САД                       | 55,03 ОР  | Адолфо Конселини · Италија         | 53,78    | Џим Дилион САД                    | 53,28    |
| Мелбурн 1956. детаљи        | Ал Ертер · Сједињене Државе        | 56,36 ОР  | Форчун Гордијен · Сједињене Државе | 54,81    | Дес Коуч · Сједињене Државе       | 54,54    |
| Рим 1960. детаљи            | Ал Ертер · Сједињене Државе        | 59,18 ОР  | Ринк Бабка · Сједињене Државе      | 58,02    | Дик Кокран · Сједињене Државе     | 57,16    |
| Токио 1964. детаљи          | Ал Ертер · Сједињене Државе        | 61,00 ОР  | Лудвик Данек · Чехословачка        | 60,52    | Дејл Вејл · Сједињене Државе      | 59,49    |
| Мексико Сити 1968. детаљи   | Ал Ертер · Сједињене Државе        | 64,78 ОР  | Лотар Милд · Источна Немачка       | 63,08    | Лудвик Данек · Чехословачка       | 62,92    |
| Минхен 1972. детаљи         | Лудвик Данек · Чехословачка        | 64,40     | Џеј Силвестер · Сједињене Државе   | 63,50    | Рики Брух · Шведска               | 63,40    |
| Монтреал 1976. детаљи       | Мак Вилкинс · Сједињене Државе     | 67,50 ОР  | Волфганг Шмит · Источна Немачка    | 66,22    | Џон Пауел · Сједињене Државе      | 65,70    |
| Москва 1980. детаљи         | Виктор Рашчупкин · Совјетски Савез | 66,64     | Имрих Бугар · Чехословачка         | 66,38    | Луис Делис · Куба                 | 66,32    |
| Лос Анђелес 1984. детаљи    | Ролф Данеберг · Западна Немачка    | 66,60     | Мак Вилкинс · Сједињене Државе     | 66,30    | Џон Пауел · Сједињене Државе      | 65,46    |
| Сеул 1988. детаљи           | Јирген Шулт · Источна Немачка      | 68,82 ОР  | Ромас Убартас · Совјетски Савез    | 67,48    | Ролф Данеберг · Западна Немачка   | 67,38    |
| Барселона 1992. детаљи      | Ромас Убартас · Литванија          | 65,12     | Јирген Шулт · Немачка              | 64,94    | Роберто Моја · Куба               | 64,12    |
| Атланта 1996. детаљи        | Ларс Ридел · Немачка               | 69,40 ОР  | Владимир Дубровшчик · Белорусија   | 66,80    | Василиј Каптјух · Белорусија      | 65,80    |
| Сиднеј 2000. детаљи         | Виргилијус Алекна · Литванија      | 69,30     | Ларс Ридл · Немачка                | 68,50    | Франц Кригер · Јужна Африка       | 68,19    |
| Атина 2004. детаљи          | Виргилијус Алекна · Литванија      | 69,89 ОР  | Золтан Кеваго · Мађарска           | 67,04    | Александер Тамерт · Естонија      | 66,66    |
| Пекинг 2008. детаљи         | Герд Кантер · Естонија             | 68,82     | Пјотр Малаховски · Пољска          | 67,82    | Виргилијус Алекна · Литванија     | 67,79    |
| Лондон 2012. детаљи         | Роберт Хартинг · Немачка           | 68,27     | Ехсан Хадади · Иран                | 68,18    | Герд Кантер · Естонија            | 68,03    |
| Рио де Жанеиро 2016. детаљи | Кристоф Хартинг · Немачка          | 68,37     | Пјотр Малаховски · Пољска          | 67,75    | Данијел Јасински · Немачка        | 67,05    |
| Токио 2020. детаљи          | Даниел Стол · Шведска              | 68,90     | Симон Петерсон · Шведска           | 67,39    | Лукас Вајсхајдингер · Аустрија    | 67,07    |
| Париз 2024. детаљи          | Роџ Стона · Јамајка                | 70,00 ОР  | Миколас Алекна · Литванија         | 69,97    | Метју Дени · Аустралија           | 69,31    |
| Лос Анђелес 2028.           |                                    |           |                                    |          |                                   |          |

Напомена: На десетогодишњицу првих модерних Олимпијских игара одржане су 1906. у Атини тзв. Олимпијске међуигре. Иако су међуигре одржане према протоколу и свим правилима модерног олимпизма, до данашњег дана Међународни олимпијски комитет ове Игре не признаје службено као равноправне осталим Олимпијским играма, па се и медаље освојене на овом такмичењу службено не рачунају у табелама освајача олимпијских медаља, па зато нису унете у ову листу.  
|     | Земља                  | Злато | Сребро | Бронза |    |
| --- | ---------------------- | ----- | ------ | ------ | -- |
| 1.  | САД                    | 13    | 9      | 13     | 35 |
| 2.  | Немачка                | 3     | 2      | 1      | 6  |
| 3.  | Литванија              | 3     | 1      | 1      | 5  |
| 4.  | Финска                 | 2     | 3      | 0      | 5  |
| 5.  | Чешка                  | 1     | 2      | 1      | 4  |
| 5.  | Италија                | 1     | 2      | 1      | 4  |
| 7.  | Источна Немачка        | 1     | 2      | -      | 3  |
| 8.  | Шведска                | 1     | 1      | 1      | 3  |
| 9.  | Мађарска               | 1     | 1      | -      | 2  |
| 9.  | Совјетски Савез        | 1     | 1      | -      | 2  |
| 11. | Естонија               | 1     | -      | 2      | 3  |
| 12. | Западна Немачка        | 1     | -      | 1      | 2  |
| 13. | Јамајка                | 1     | -      | -      | 1  |
| 14. | Грчка                  | -     | 1      | 2      | 3  |
| 15. | Пољска                 | -     | 2      | -      | 2  |
| 16. | Белорусија             | -     | 1      | 1      | 2  |
| 17. | Бохемија               | -     | 1      | -      | 1  |
| 17. | Иран                   | -     | 1      | -      | 1  |
| 19. | Куба                   | -     | -      | 2      | 2  |
| 20. | Француска              | -     | -      | 1      | 1  |
| 20. | Јужноафричка Република | -     | -      | 1      | 1  |
| 20. | Аустрија               | -     | -      | 1      | 1  |
| 20. | Аустралија             | -     | -      | 1      | 1  |
|     | Укупнпо 23 земље       | 30    | 30     | 30     | 90 |

|    | Атлетичар         | Земља            | Злато | Сребро | Бронза |   |
| -- | ----------------- | ---------------- | ----- | ------ | ------ | - |
| 1. | Ал Ертер          | Сједињене Државе | 4     | 0      | 0      | 4 |
| 2. | Виргилијус Алекна | Литванија        | 2     | 0      | 1      | 3 |
| 3. | Мартин Шеридан    | Сједињене Државе | 2     | 0      | 0      | 2 |
| 4. | Лудвик Данек      | Чехословачка     | 1     | 1      | 1      | 3 |
| 5. | Адолфо Конселини  | Италија          | 1     | 1      | 0      | 2 |
| 5. | Јирген Шулт       | Источна Немачка  | 1     | 1      | 0      | 2 |
| 5. | Ларс Ридел        | Немачка          | 1     | 1      | 0      | 2 |
| 8. | Ралф Данеберг     | Немачка          | 1     | 0      | 1      | 2 |
| 8. | Герд Кантер       | Естонија         | 1     | 0      | 1      | 2 |